# Foynes
Foynes (iriska: Faing) är ett mindre samhälle och den viktigaste hamnen i grevskapet Limerick på Irland.
Hamnen är den näst största på Irland och hanterar över 10 miljoner ton last via sex terminaler.
Staden hade 606 invånare vid folkräkningen 2006.
Foynes var den hamn som Atlantflygande flygbåtar använde som sin östra hamn. Terminalen startade 1935 och avslutades 1946.